# Ligne E du tramway de Grenoble
Pour les articles homonymes, voir Ligne E.
La ligne E du tramway de Grenoble est une ligne de tramway, qui relie le Nord-Ouest de l'agglomération au sud de Grenoble en utilisant notamment le cours Jean-Jaurès. La ligne est exploitée avec des tramways français standard, profondément rénovés dans les mois suivant la mise en service. L'objectif de fréquentation de la ligne est de 45 000 voyageurs par jour avec une vitesse commerciale de 23 km/h. Sa construction a été particulièrement médiatisée puisque TéléGrenoble Isère lui a consacré une série de 115 épisodes entre 2012 et 2015 intitulée Ça se tram' chez vous.

## Histoire

### Le projet

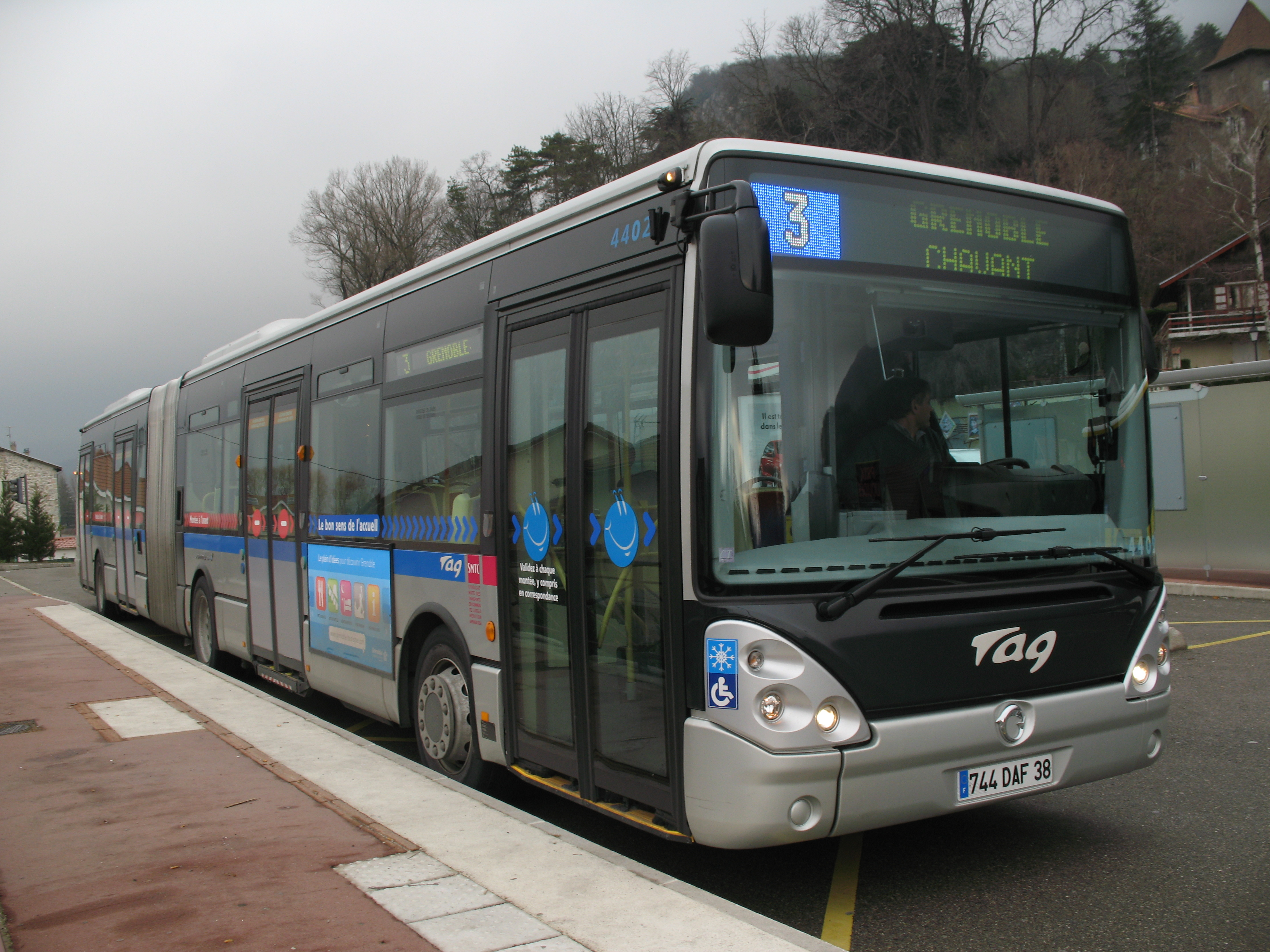
La ligne 3 fusionnée avec la ligne 1 en avril 2011 a vu son parcours remplacé par celui de la nouvelle ligne E.

En parallèle du projet de 3e ligne, le département de l'Isère lance les études pour un projet de tram-train nommé YSIS entre Grenoble et Moirans, d'une longueur de 18,5 km pour un coût de 420 millions d'euros et dont la mise en service était prévue pour fin 2008. Ce projet sera abandonné mais sa partie urbaine donnera naissance à un projet de 5e ligne sur un axe nord-sud et qui, comme pour la ligne C, tangentera le centre-ville. Cette ligne est approuvée le 25 janvier 2009 par le comité syndical du SMTC. Elle devait, à l'époque, aller du boulevard Foch à Grenoble jusqu'au Fontanil-Cornillon, avec une mise en service prévue au printemps 2014. Un an plus tard, le SMTC décide de prolonger la ligne vers le sud, jusqu'à la station Louise Michel, en profiant de diverses économies réalisées comme le choix de rénover les TFS plutôt que d'acheter du matériel neuf. Le programme définitif est arrêté le 28 juin 2010. La ligne a pour objectif de désenclaver les communes du nord-ouest de l'agglomération, très mal desservies.
Peu de temps avant l'ouverture de l'enquête publique, vers octobre-novembre 2010, de nombreux opposants montent au créneau, en particulier des riverains impactés par le tracé de la ligne E, dont l'Union des riverains de la RD 1075 qui traverse Saint-Martin-le-Vinoux, Saint-Égrève et le Fontanil-Cornillon.
À la fin du mois d'avril 2011, la commission d’enquête publique rend un avis favorable sur le projet, assorti de deux réserves, dont une concernant le tracé de la ligne sur l'Esplanade de Grenoble.
La même année, le 26 août, la ligne E est déclarée d’utilité publique par arrêté préfectoral, et les premiers travaux de déviation de réseaux débutent dans la foulée.

### Les travaux

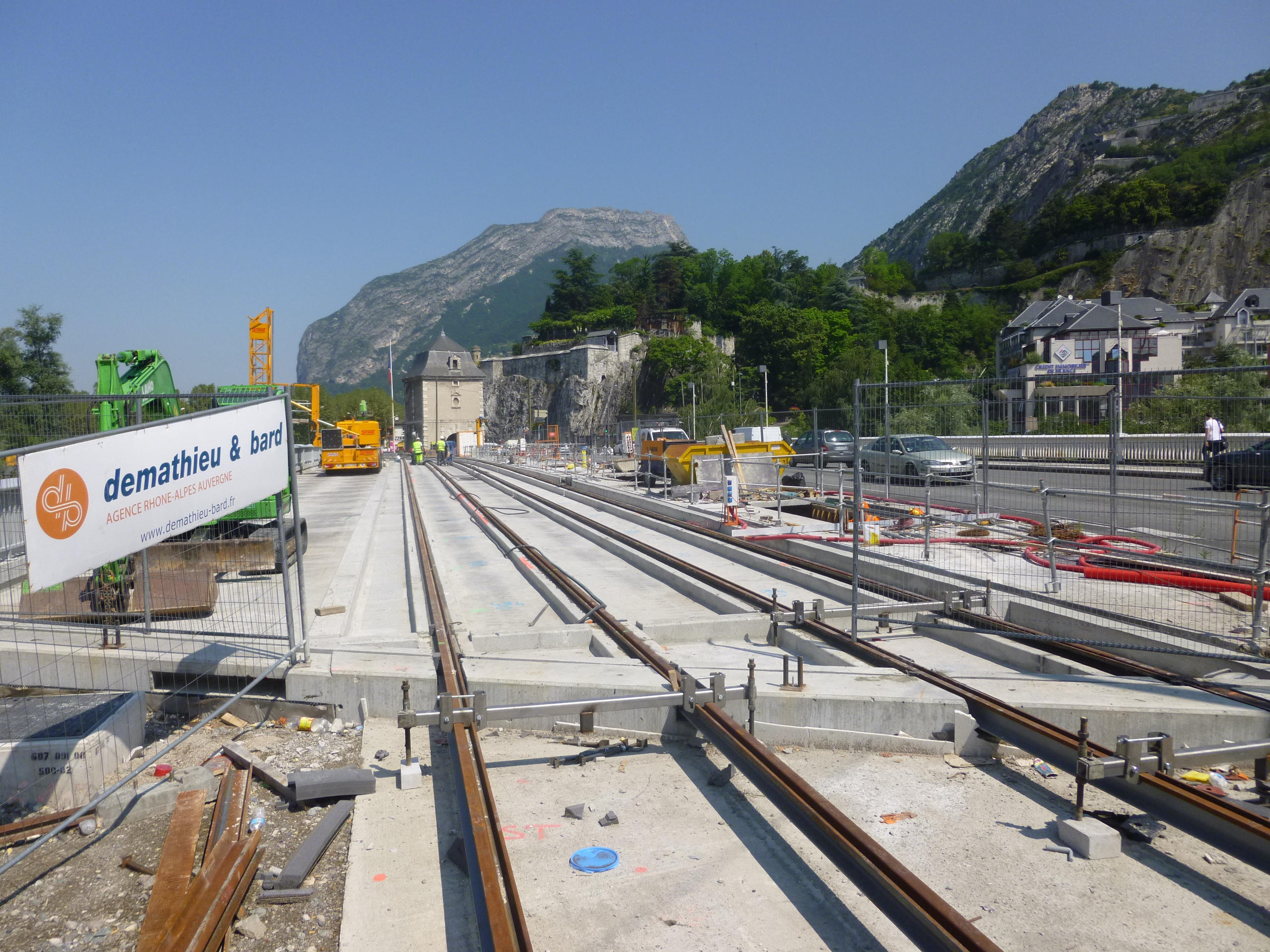
Travaux de la ligne vers la porte de France en 2013.

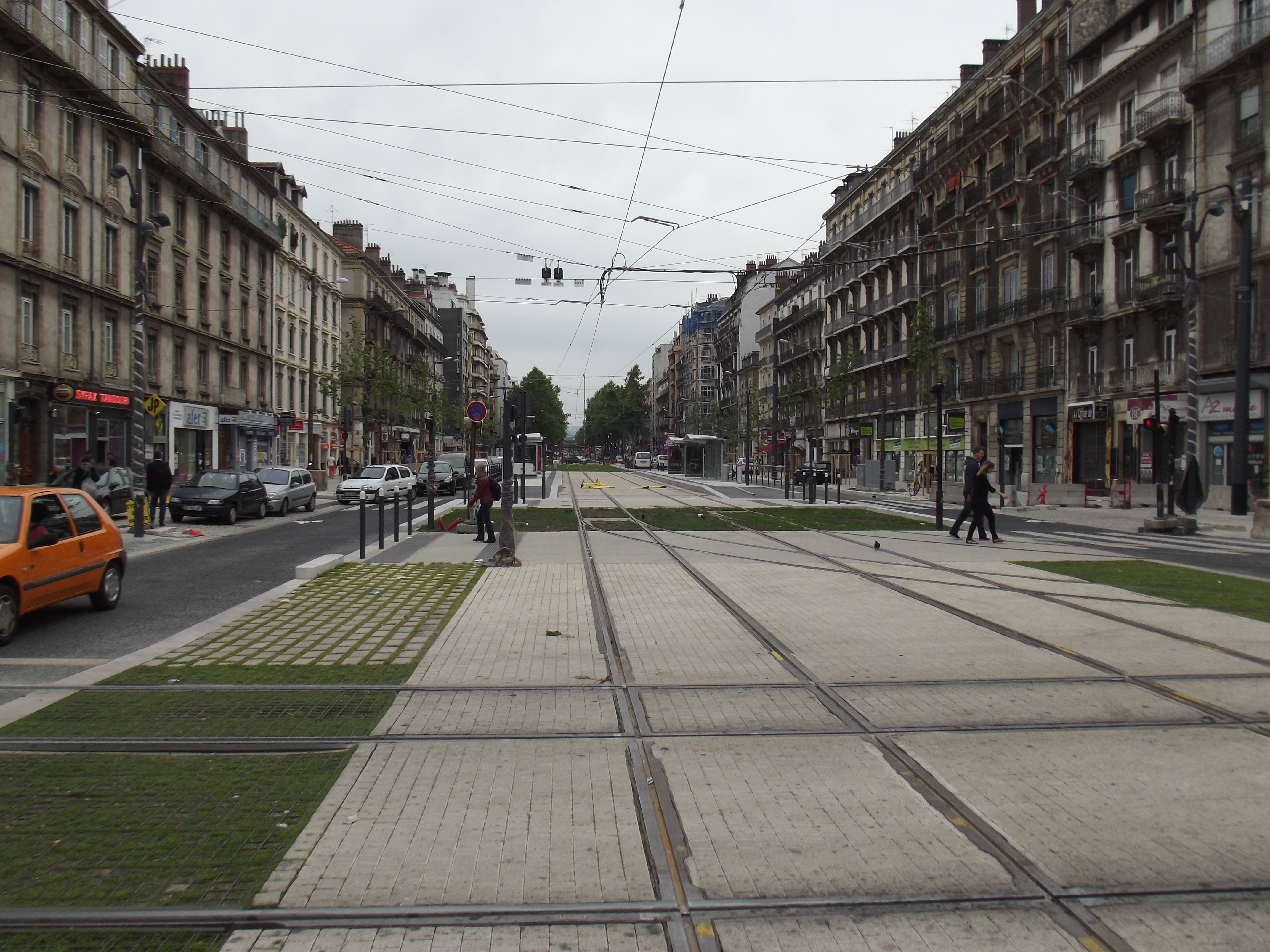
La ligne E vue en direction de Louise Michel à la jonction avec les lignes A et B et à proximité de la station Alsace Lorraine.

Les travaux d'élargissement du Pont de la Porte de France débutent au printemps 2012. Ils consistent à construire un second pont de 9,10 mètres pour le passage du tramway.
En octobre de la même année, les premiers rails sont posés sur un tronçon du cours Jean Jaurès au sud de l'avenue d'Alsace-Lorraine pour assurer le raccordement aux lignes A et B. Le 17 octobre, le chantier subit un coup de théâtre avec la préconisation par le rapporteur public de l'annulation de la déclaration d'utilité publique. Le 18 décembre, ce même rapporteur propose finalement de valider la déclaration d'utilité publique, et en janvier 2013, le tribunal décide de rejeter le dernier des huit recours déposés, dont certains en référé, contre le projet.
Le 25 février 2013, le président du SMTC, Michel Issindou, annonce que la mise en service de la ligne, prévue pour fin 2014, sera reportée de quelques mois en raison de retards dans la procédure d'expropriation contre le domaine de Rocheplaine à Saint-Égrève. Quelques jours plus tard, le 1er mars, il est annoncé que les travaux du tronçon entre Louise Michel et Saint-Martin-le-Vinoux Hôtel de Ville ont pris de l'avance et permettront de mettre en service ce tronçon dès l'été 2014, le 28 juin, alors que le tronçon nord ne sera inauguré qu'à l'été 2015,. Toujours au mois de mars, la pose de l'élargissement du Pont de la Porte de France commence. La pose du gazon commence au début octobre 2013.
Lors du comité syndical du SMTC du 16 décembre 2013, un accord amiable entre le SMTC et le domaine de Rocheplaine met fin au conflit qui portait sur la surface du terrain à céder et sur le prix de cette cession, dont la valeur des arbres à abattre. L'abattage des arbres a commencé en avril 2014.
Tractée par un véhicule rail-route, la ligne aérienne n'étant pas encore posée, la première rame test a parcouru le trajet le 18 février 2014. Ces tests ont eu pour but de vérifier que rien n'engageait le gabarit de la ligne. Le 11 mars, la première rame alimentée électriquement a effectué un trajet complet.
Le 19 mars, l'élargissement du Pont de la Porte de France à 31 mètres a été essayé en charge avec le positionnement de 4 rames de tramway dessus, afin de tasser les appuis du pont et réaliser des tests de résistance. Les signalisations et les carrefours ont été contrôlés fin mars et en avril toute la ligne est testée. Les marches à blanc de l'ensemble débutent avec le mois de juin et la « remise des clés » de la ligne à l'exploitant du réseau, la Semitag. Le 6 juin marque l'arrivée de la première rame TFS rénovée.

### Une ouverture en deux tronçons

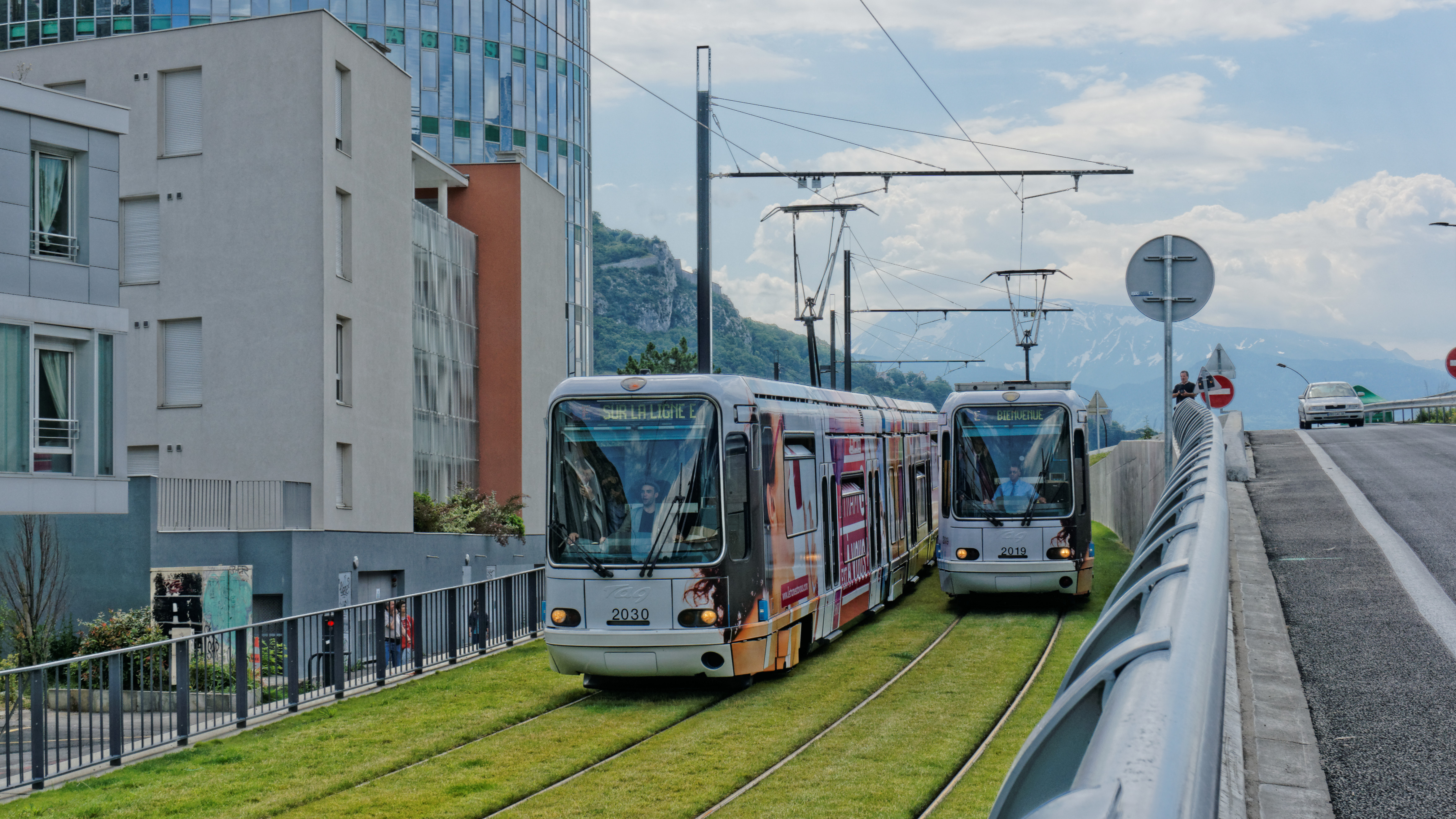
Convoi inaugural de la ligne E à Saint-Martin-le-Vinoux.

L'inauguration du premier tronçon de 4,8 km et composé de huit stations a eu lieu le 28 juin 2014 entre 10 h 30 (départ du convoi inaugural du terminus Louise Michel) à 12 h (arrivée du convoi inaugural au terminus Saint-Martin-le-Vinoux Hôtel de Ville) . Entre le 29 juin 2014 et la mise en service du tronçon Nord le 13 juillet 2015, le SMTC et la Semitag ont mis en place une ligne de bus provisoire « E bus », entre le Fontanil-Cornillon et Saint-Martin-le-Vinoux, sur le trajet de la ligne 1. Cette ligne avait la même amplitude et la même fréquence que le tram E et les lignes Chrono, avec qui elle est en correspondance. Cette ligne conservait les arrêts de l'ancienne ligne 1 et était exploitée en autobus articulés. Avec son prolongement mis en service le 13 juillet 2015, la ligne E fait désormais 11,5 km de long et compte 17 stations. La station Les Bonnais n'a toutefois pas été ouverte avec le reste de la ligne, en raison de problèmes d'acquisition des terrains nécessaires à l'aménagement de la station, qui ont posé problème tout au long du chantier.

## Tracé et stations

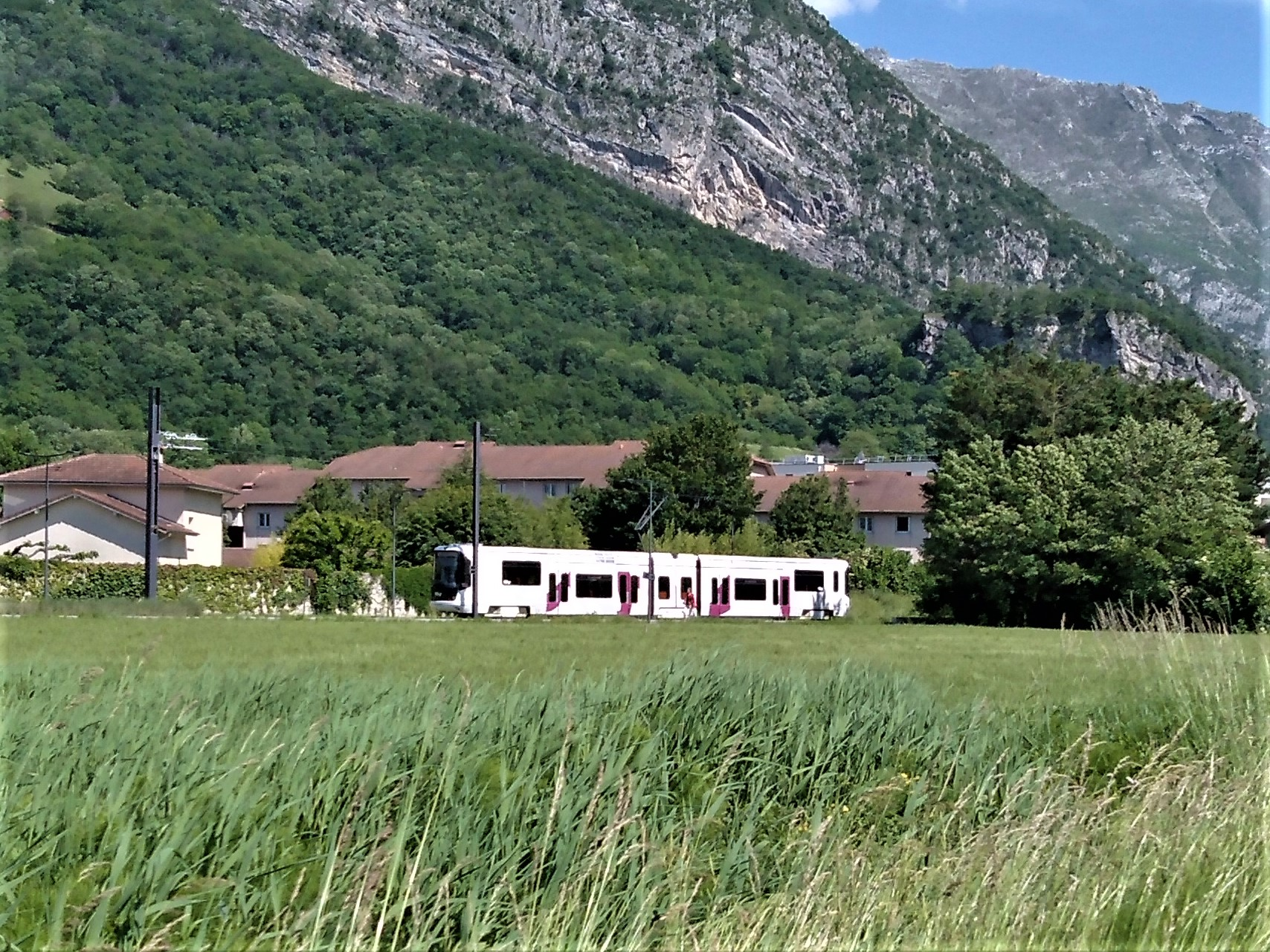
Un tramway en attente au terminus (Palluel) de la ligne E

### Tracé
Le tracé, très rectiligne, naît sur la Départementale 1075 au Fontanil-Cornillon au niveau de la rue de Palluel. La ligne suit le tracé de la route jusqu'à Saint-Martin-le-Vinoux en traversant Saint-Égrève, puis bifurque pour suivre la Nationale 481 jusqu'au niveau de la Casamaures où la ligne serpente à travers le secteur de l'Esplanade pour rejoindre le pont de la porte de France qui lui permet de franchir l'Isère. La ligne retrouve la D 1075 dans le centre-ville de Grenoble, qu'elle suivra jusqu'à son terminus, via le cours Jean-Jaurès puis de la Libération et du Général de Gaulle, au niveau du stade Lesdiguières.
En octobre 2016, des habitants de Saint-Égrève lancent une pétition pour une meilleure régulation du trafic automobile et protester contre la multiplication des feux tricolores installés sur le tracé du tramway. La pétition qui recueille 2 000 signatures proteste contre les 33 feux non coordonnés répartis sur sept kilomètres traversant la ville, provoquant pollution et énervement des automobilistes qui passent au rouge. La mairie préférant renvoyer les pétitionnaires vers la métropole, initiateur de la ligne de tramway,.

### Principaux ouvrages d'art
La construction de la ligne a nécessité la modification de nombreux ouvrages d'art :
- Élargissement du Pont de la Porte de France sur l'Isère
- Passage du tramway sur la RN481, tronçon déclassé de autoroute A48, qui a nécessité de réaménager la voirie
- Élargissement du pont de Vence à Saint-Égrève[15]

### Stations desservies
Liste des stations desservies au 3 septembre 2018.
|  |   |  | Station                               | Lat/Long                    | Commune                | Correspondances TAG                      | Cars Région / SNCF / Pays voironnais Mobilité |
|  | - |  | ------------------------------------- | --------------------------- | ---------------------- | ---------------------------------------- | --------------------------------------------- |
|  | ■ |  | Palluel                               | 45° 15′ 16″ N, 5° 39′ 43″ E | Fontanil-Cornillon     | C13 P+R                                  | T40 • W                                       |
|  | • |  | Rafour                                | 45° 14′ 54″ N, 5° 39′ 59″ E | Fontanil-Cornillon     | C13 63                                   | T40                                           |
|  | • |  | Karben                                | 45° 14′ 33″ N, 5° 40′ 15″ E | Saint-Égrève           | 22 51 54 63 P+R                          |                                               |
|  | x |  | Les Bonnais                           | 45° 14′ 23″ N, 5° 40′ 23″ E | Saint-Égrève           |                                          | ouverture reportée à une date inconnue        |
|  | • |  | La Pinéa - Saint-Robert               | 45° 14′ 09″ N, 5° 40′ 32″ E | Saint-Égrève           |                                          |                                               |
|  | • |  | Pont de Vence                         | 45° 13′ 47″ N, 5° 40′ 58″ E | Saint-Égrève           | 22 54                                    |                                               |
|  | • |  | Muret                                 | 45° 13′ 33″ N, 5° 41′ 11″ E | Saint-Égrève           | 22 60 61                                 |                                               |
|  | • |  | Fiancey - Prédieu                     | 45° 13′ 22″ N, 5° 41′ 21″ E | Saint-Égrève           | 22                                       |                                               |
|  | • |  | Néron                                 | 45° 13′ 02″ N, 5° 41′ 38″ E | Saint-Martin-le-Vinoux |                                          |                                               |
|  | • |  | Horloge                               | 45° 12′ 47″ N, 5° 41′ 59″ E | Saint-Martin-le-Vinoux |                                          |                                               |
|  | • |  | Saint-Martin-le-Vinoux Hôtel de Ville | 45° 12′ 30″ N, 5° 42′ 22″ E | Saint-Martin-le-Vinoux | 55 56                                    |                                               |
|  | • |  | Casamaures - Village                  | 45° 11′ 56″ N, 5° 43′ 04″ E | Grenoble               | 56 P+R                                   |                                               |
|  | • |  | Annie Fratellini - Esplanade          | 45° 11′ 44″ N, 5° 43′ 04″ E | Grenoble               |                                          |                                               |
|  | • |  | Alsace-Lorraine                       | 45° 11′ 22″ N, 5° 43′ 13″ E | Grenoble               | A B D C13 C14 • Agence de Mobilité       | T75 T90 T91 T92 T95                           |
|  | • |  | Condorcet                             | 45° 11′ 09″ N, 5° 43′ 06″ E | Grenoble               | C8                                       |                                               |
|  | • |  | Vallier - Libération                  | 45° 10′ 48″ N, 5° 42′ 59″ E | Grenoble               | C C13 C14 25 • Agence de Mobilité • GMCD | T75 T90 T91 T92 T95                           |
|  | • |  | Alliés                                | 45° 10′ 35″ N, 5° 42′ 55″ E | Grenoble               | C5 C13 25                                | T75 T90 T92 T95                               |
|  | ■ |  | Louise Michel                         | 45° 10′ 06″ N, 5° 42′ 45″ E | Grenoble               | C2 C13 25                                | T75 T90 T92 T95                               |

### Changements de noms

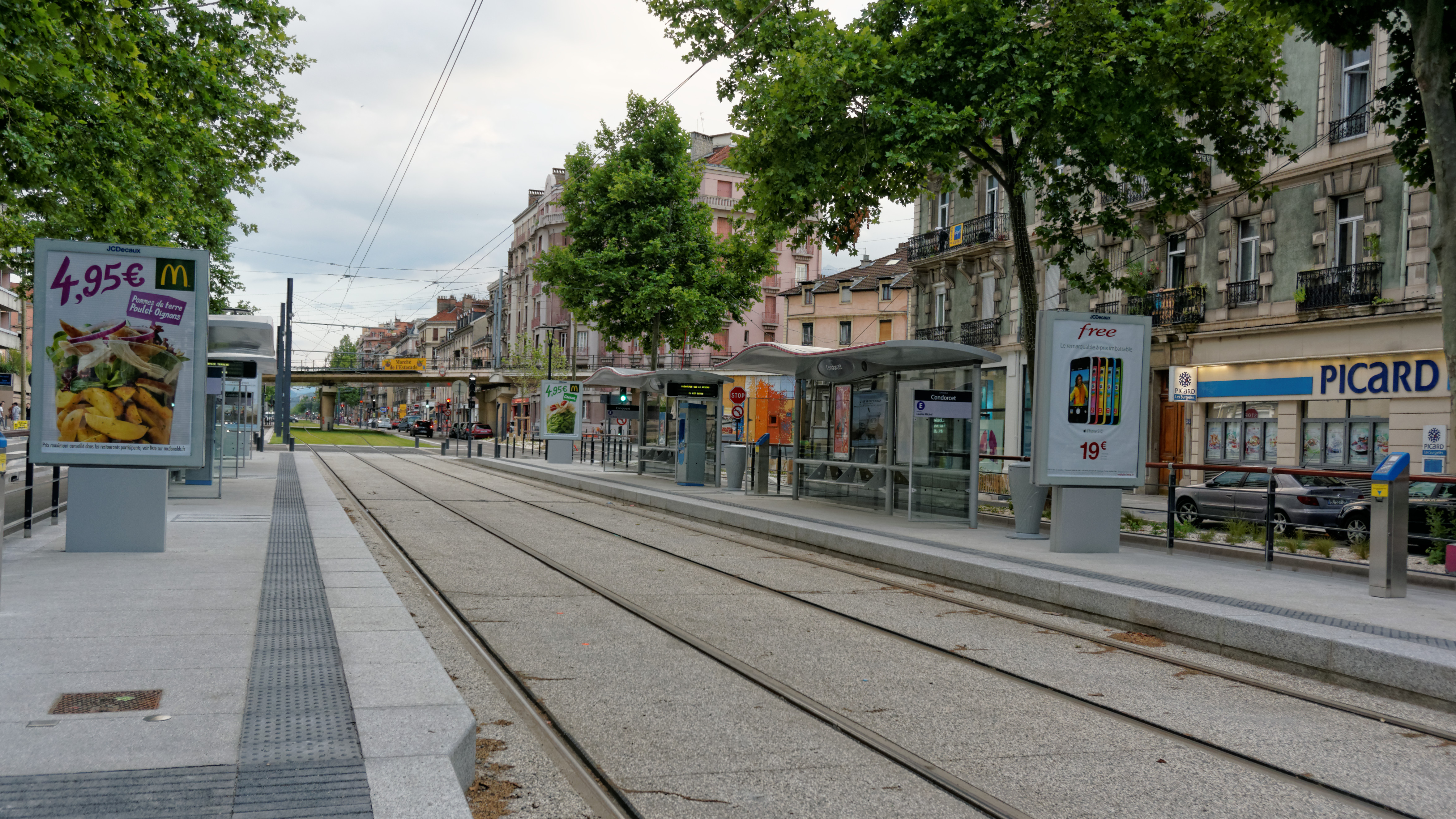
Ligne E - Station Condorcet

Au cours de son histoire, plusieurs stations de la ligne ont vu le nom évoluer :
- Esplanade Centre est devenue Annie Fratellini - Esplanade le 2 septembre 2019.

## Exploitation de la ligne

### Principes de la desserte
La ligne fonctionne tous les jours de l'année sauf le 1er mai.
En raison de la proximité du dépôt, le service débute à la station Alsace - Lorraine à 4 h 50 du lundi au samedi, et à 5 h 53 les dimanches et fêtes, par des services partiels. Le dernier départ de Palluel a lieu à 1 h tous les jours. À la station Palluel, le premier tram part à 5 h 22 du lundi au samedi, et à 6 h 36 les dimanches et fêtes ; les premiers départs de Louise Michel suivent dans la foulée. En fin de service, tous les trams partant de Palluel ont pour terminus Condorcet.
Entre 7 h et 19 h, les trams circulent toutes les six à dix minutes environ (dix minutes le samedi). Il n'y a donc aucune distinction entre les heures de pointe et les heures de pleine journée. Tôt le matin et à partir de 19 h environ, la fréquence minimale est d'un tram toutes les 20 à 25 minutes environ, avec quelques exceptions. Les dimanches et fêtes, la fréquence minimale est d'environ un tram toutes les 20 minutes également, toute la journée.
La distance moyenne entre stations est inconnue sur la ligne E. Les tramways bénéficient d'un système de priorité aux carrefours comportant des feux.

### Matériel roulant
La mise en service de la ligne E nécessite la circulation de quatorze rames de tramways supplémentaires. Le SMTC a préféré la rénovation et la modernisation d'anciens tramways TFS plutôt que l'achat de nouvelles rames. D'anciennes rames sont donc rénovées dans les ateliers d'ACC de Clermont-Ferrand depuis septembre 2013,. Toutes les rames rénovées n'étaient pas disponibles à l'inauguration le 28 juin 2014, et leur livraison se fit de manière progressive jusqu'à l'été 2015.
Ces rames permettent notamment une plus grande capacité avec 185 personnes en heure de pointe et une circulation facilitée à bord avec moins de sièges et des barres verticales de maintien plus nombreuses.

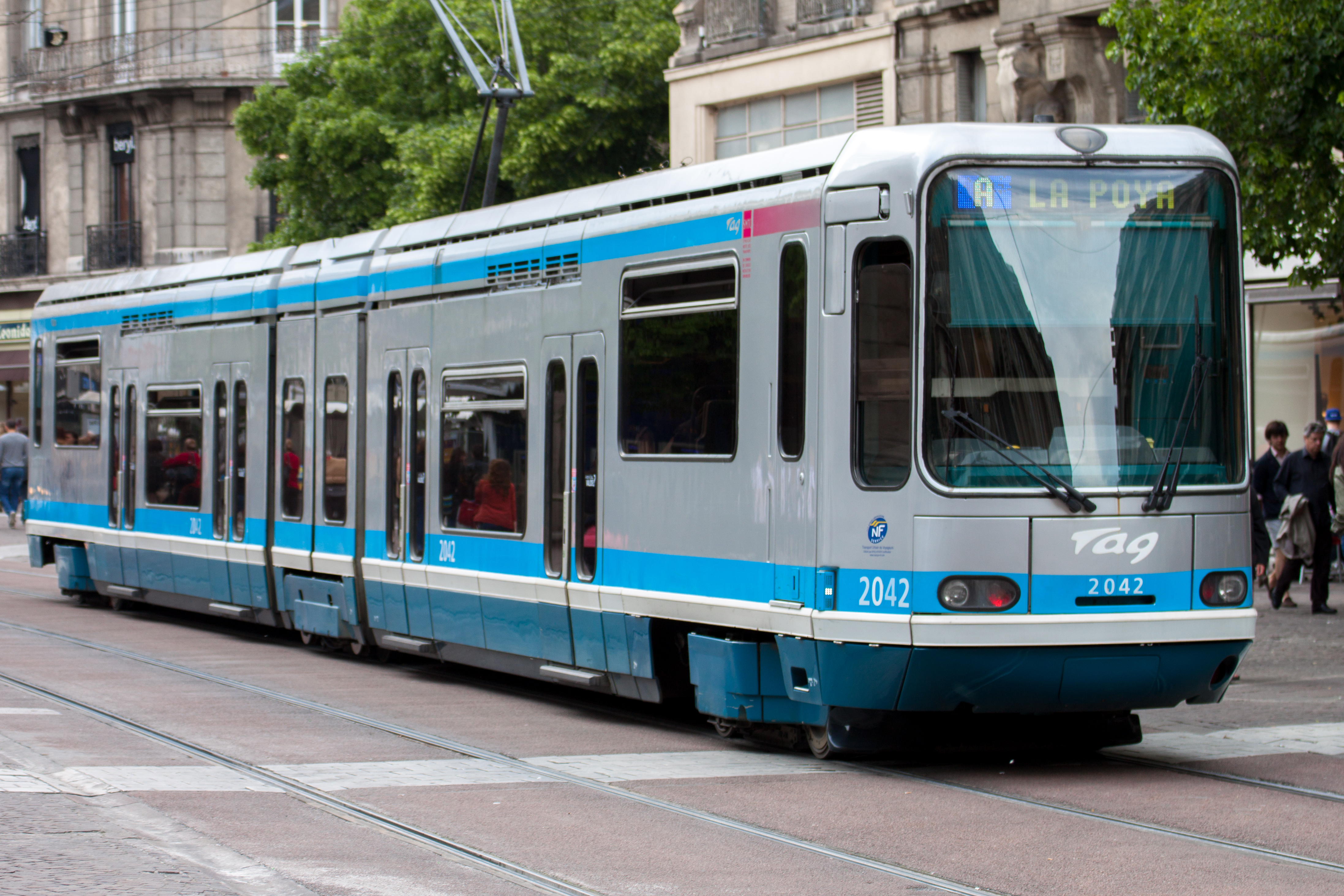
Un TFS non-rénové.
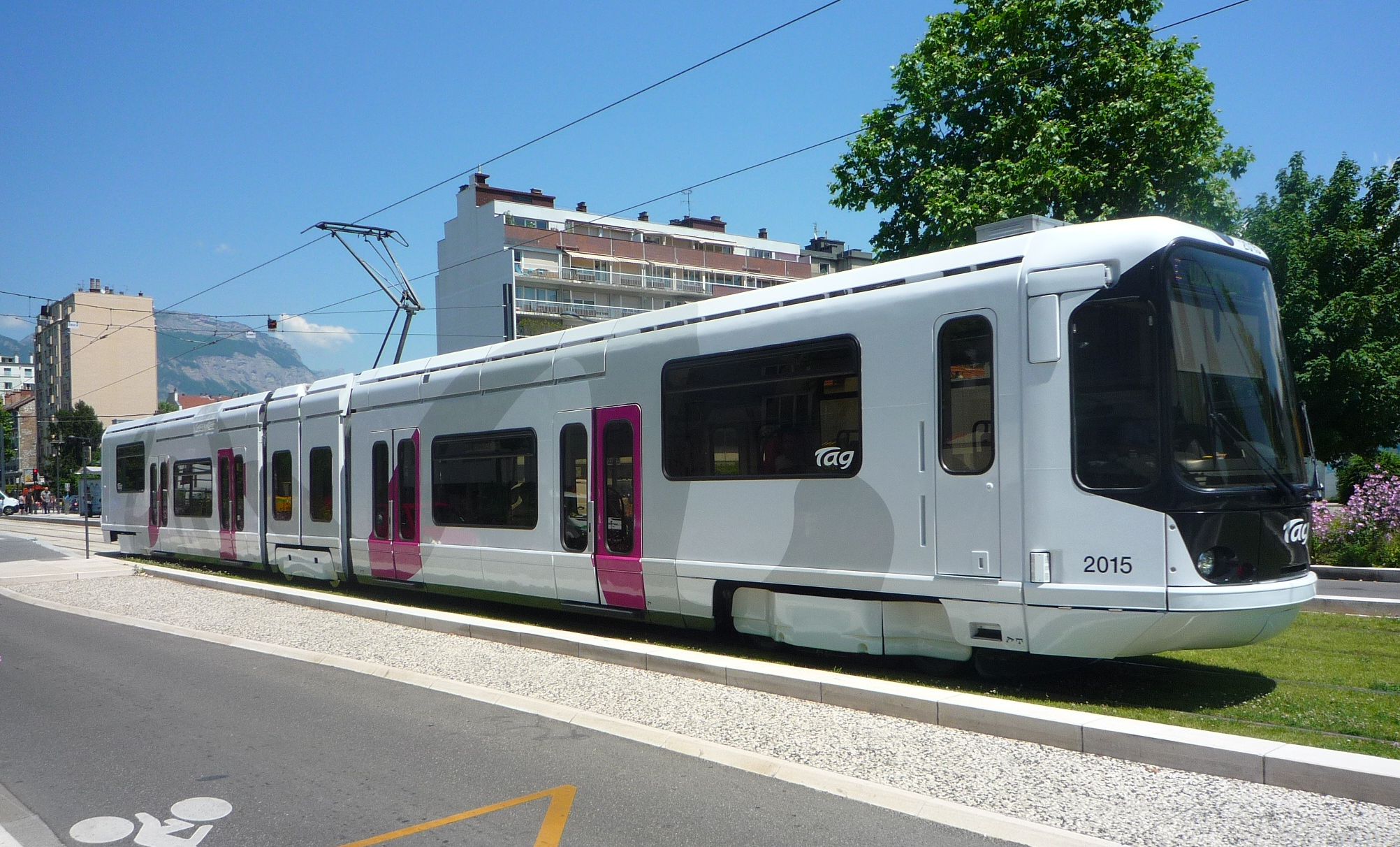
Un TFS rénové.

### Conduite et signalisation

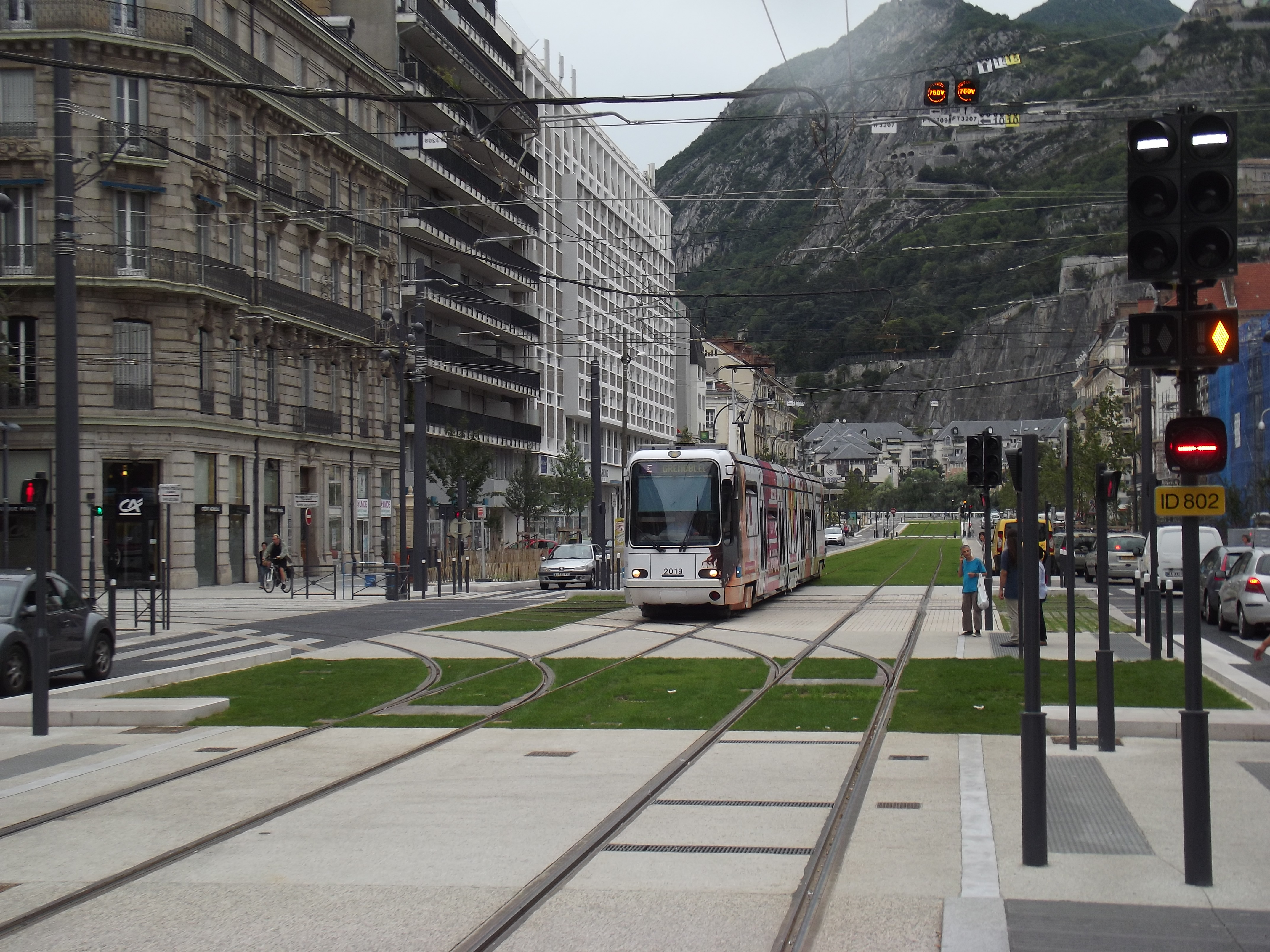
Un feu R17/R18, son signal additionnel d'aide à la conduite (en bas), un signal de protection d'itinéraire (en dessous) et un indicateur de tension (au niveau des fils).

La conduite sur la ligne se fait en « conduite à vue » : on ne trouve donc sur la ligne que des panneaux de limitation de vitesse, des signaux de protection d'itinéraires et des signaux protégeant le franchissement des carrefours. Pour ces derniers, la voirie est équipée de signaux tricolores classiques de type R11 tandis que la ligne est équipée de signaux de type R17 et R18 associés à la signalisation routière. Ces feux sont accompagnés d'une signalisation d'aide à l'exploitation, un losange lumineux signalant la prise en charge de la demande de priorité au carrefour.
Les signaux de protection d'itinéraires se situent avant les appareils de voies (aiguillages). Les panneaux de limitation de vitesse se présentent quant à eux comme des panneaux carrés avec des chiffres noirs sur fond blanc. Enfin, les indicateurs de coupure de courant sont implantés en amont de chaque secteur d'alimentation de la ligne aérienne de contact (LAC) : Un signal750V orange fixe annonce une ligne électrique alimentée, un signal clignotant une ligne non alimentée.

### Remisage et entretien

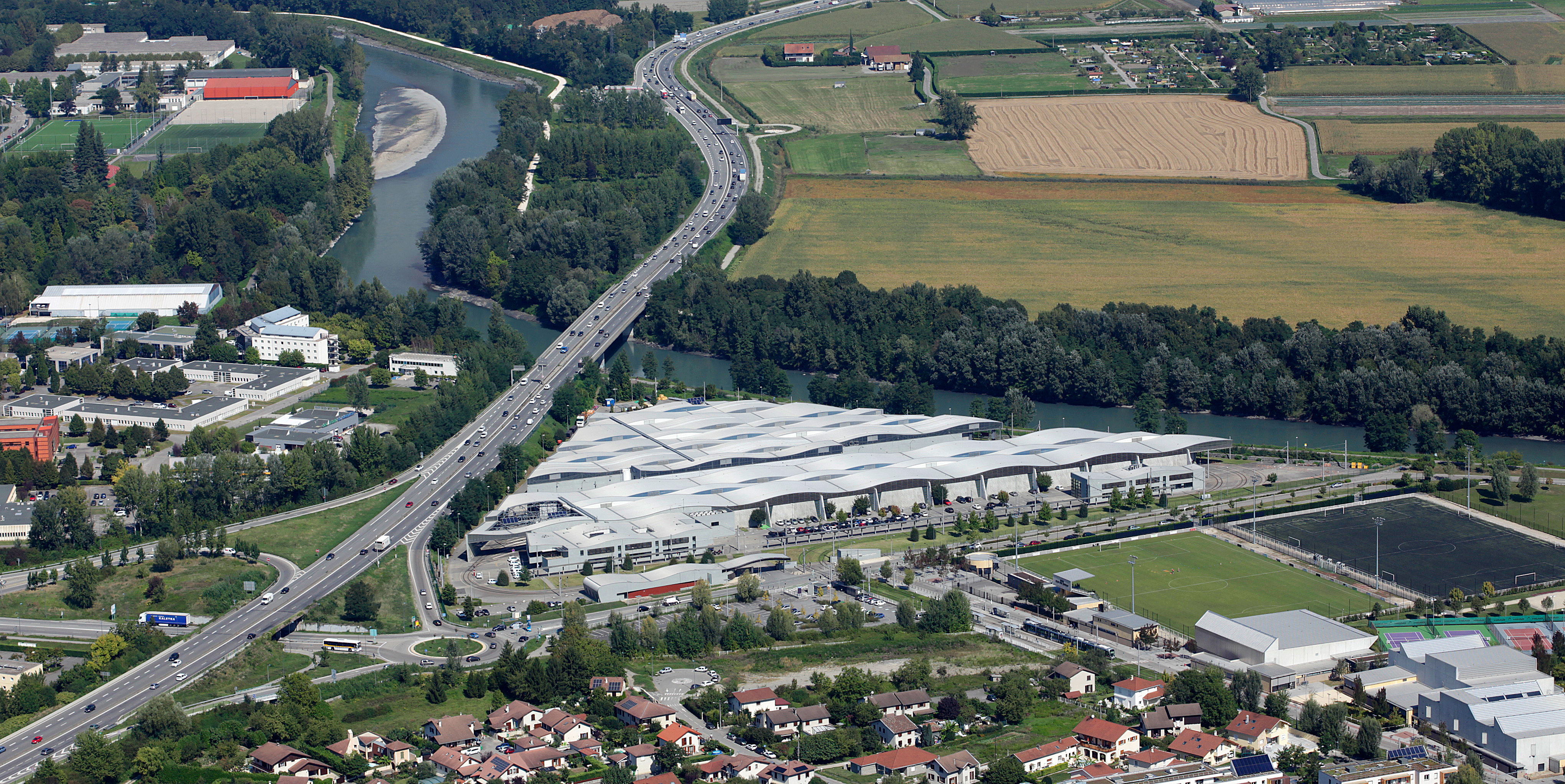
Le dépôt de Gières vu du ciel.

Les rames sont remisées et entretenues au centre de maintenance des tramways de Gières accessible via le raccordement avec la ligne C à la station Vallier-Libération puis via la ligne B jusqu'à Gières.
Le dépôt de Gières accueille aussi les lignes B, C et D du tramway.

## Installations

### Lignes aériennes de contact

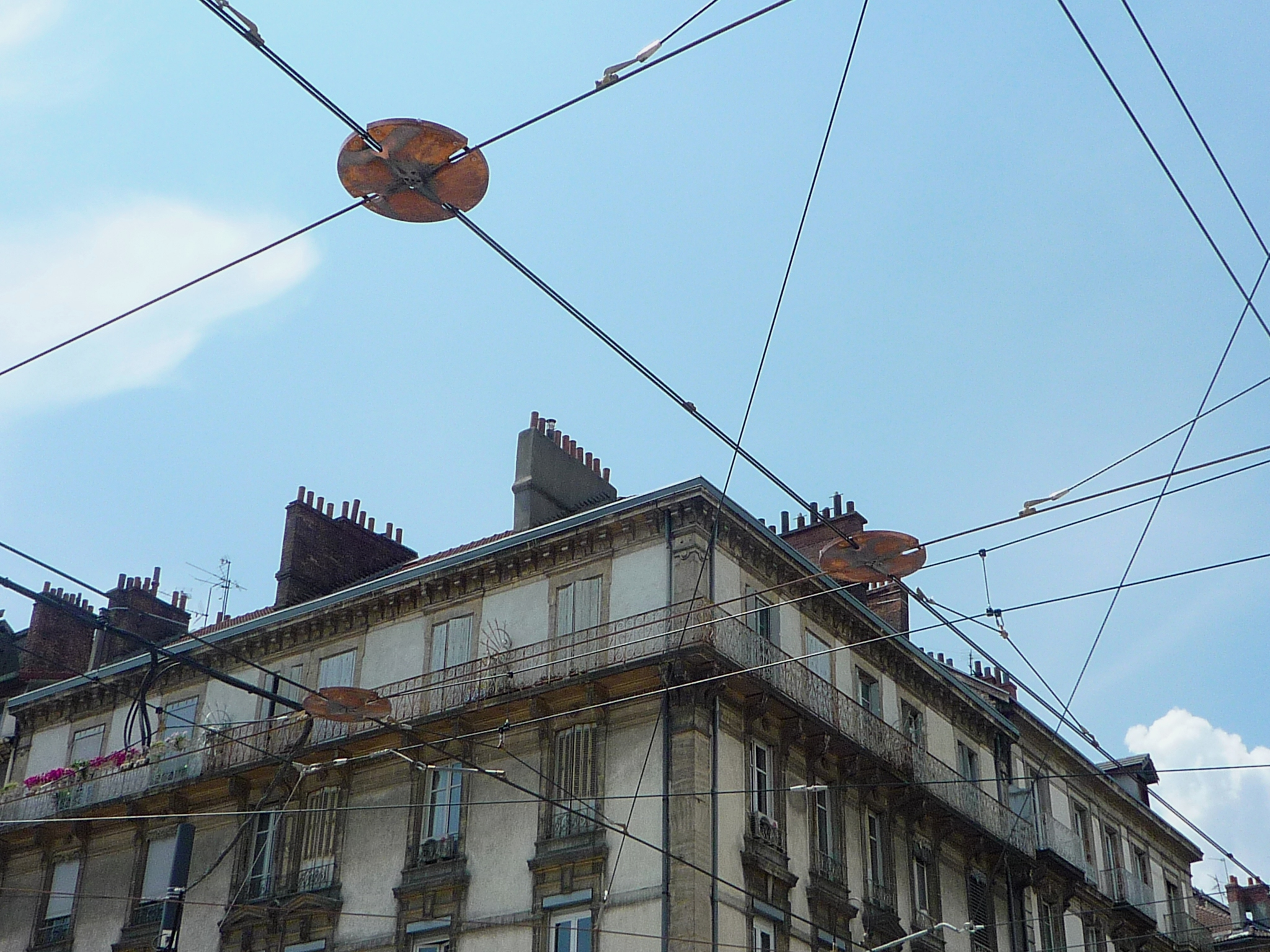
Galettes de croisement à l'intersection entre l'avenue Alsace-Lorraine et le cours Jean-Jaurès

La création de la ligne E implique des croisements de lignes électriques aériennes aux intersections avec les lignes de tramway A, B et C. Une « galette de croisement », sorte de grosse casserole munie de barrettes de guidage pour le pantographe, a été installée sur chaque câble alimenté électriquement afin de permettre aux pantographes de franchir l'intersection sans rupture d'alimentation. De plus, des lignes électriques de communication ont été tirées à l'intersection avec la ligne C où les tramways doivent pouvoir passer d'une ligne à l'autre afin de rallier le dépôt de tramway. Sur les 11,5 km de la ligne E, huit sous-stations électriques sont installées, avec un écart d’environ 1 500 mètres entre chacune d’elles. Indispensables à l’alimentation électrique du tramway, elles le sont également aux équipements implantés dans les stations : feux de signalisation, informations visuelles et sonores pour les voyageurs, valideurs ou encore bornes pour l’achat de titres de transport.

### Arrosage des espaces verts
Le gazon formant la plateforme de la ligne de tramway représente une superficie de 11 hectares. Ce gazon spécialement produit pour être économe en eau, ainsi que les arbres et diverses plantations attenantes, sont arrosés par l'eau puisée dans la nappe phréatique peu profonde à Grenoble. L'eau ainsi puisée peut être récupérée dans la tranchée centrale de la plateforme pour être répartie dans le sol, permettant une réduction de 25 % de la consommation d'eau pour une ligne de tramway. L'arrosage contrôlé à distance depuis le centre de maintenance des tramways de Gières via la fibre optique peut aussi se commander à partir d'un smartphone, évitant ainsi les déplacements sur place de techniciens.

## Projet annexe
Des études menées par la métropole de Grenoble afin de créer un transport par câble entre le massif du Vercors et le terminus de la ligne A du tramway ont été abandonnées en 2014. Cependant, la métropole a retenu en juillet 2015 le principe du tracé d'un téléphérique urbain, nommé Métrocâble, devant relier à l'horizon 2023 le terminus de cette ligne A à la station Saint-Martin-le-Vinoux Hôtel de Ville de la Ligne E du tramway via deux ou trois autres  stations dont l'une serait le terminus de la Ligne B du tramway sur la presqu'île scientifique.

## Tourisme
La ligne E dessert, du nord au sud, les lieux d'attraction et monuments suivant :
- le domaine de Rochepleine ;
- la roselière du Muscardin ;
- le parc Barnave ;
- le centre hospitalier Alpes-Isère ;
- le parc de Fiancey ;
- l'hôtel de ville de Saint-Martin-le-Vinoux ;
- La Casamaures ;
- L'Esplanade ;
- le jardin des Dauphins
- la porte de France ;
- le cours Jean-Jaurès ;
- le lycée hôtelier de Grenoble ;
- le stade Lesdiguières.